# Aburakago

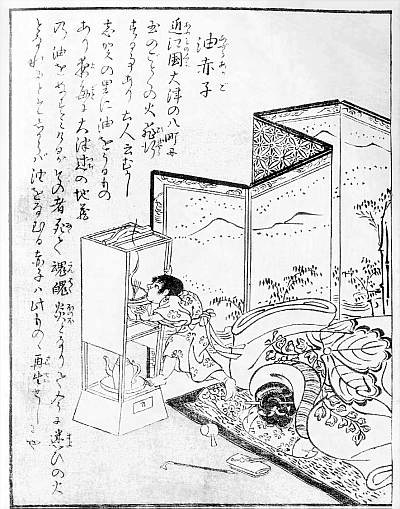
Abura-akago por Toriyama Sekien.

Aburakago es en la mitología japonesa el llamado «niño del aceite». Se lo halla en las cercanías de las lámparas de aceite.
El aburakago aparece en la forma de un niño y tiende a gravitar alrededor de las lámparas, buscando aceite. Siempre aparecen acompañados de una o más bolas de fuego, posiblemente hitodama.
Con frecuencia succionan aceite de la lámpara para moverse con mayor rapidez. Algunos dicen que los aburakago son manifestaciones de ladrones de aceite, como fantasmas que regresan a lo que eran sus hábitos diarios en la vida. Otros dicen que los aburakago son totalmente distintos.